# Moliendo café
Moliendo café est une chanson vénézuélienne, devenue célèbre dans le monde entier.
La paternité de la chanson est discutée entre Hugo Blanco et son oncle maternel, Jose Manzo Perroni.
Selon Hugo Blanco, il composa la chanson en 1958, et, comme il n'était pas majeur (il avait 17 ans), il demanda à son oncle, d'enregistrer l'œuvre pour lui à la SACVEN (Sociedad de Autores y Compositores de Venezuela). Quelques années plus tard, l'oncle poursuivit en justice son neveu pour s'être approprié l'œuvre, affirmant que c'était lui qui avait composé la chanson, et que son neveu lui en avait volé la mélodie. Quoi qu'il en soit, ce thème représente l'une des plus grandes contributions de la musique populaire vénézuélienne au niveau international.
À l'origine le morceau était instrumental, et sans nom. L'ingénieur du son avec lequel Hugo Blanco travaillait nota « Café Molido » (du café moulu qui figurait dans sa liste de courses) sur l'enregistrement.
Le premier à avoir enregistré la chanson fut Mario Suarez en 1958 sur disque 78 tours, et Hugo Blanco lui-même ne la sortit en disque qu'en 1961. Une version de la chanteuse Mina a atteint la popularité numéro 1 en Italie en 1961. Lucho Gatica l'a popularisée au Mexique et au Chili.

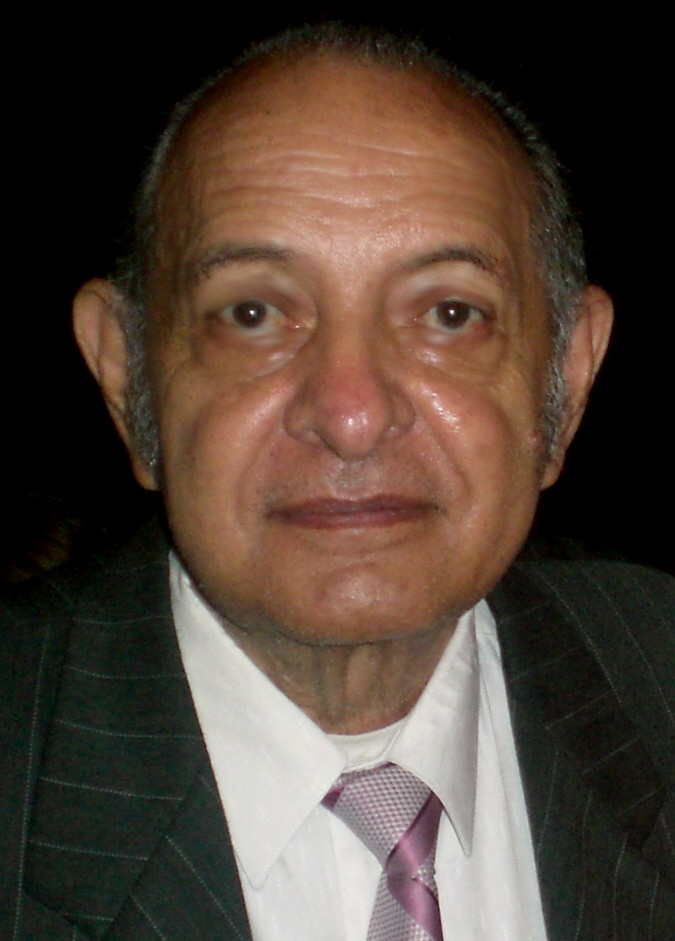
Hugo Blanco, l'auteur/compositeur, en 2010, à 70 ans

Les supporters de la Cavese en ont fait leur chant, Dale Cavese, et depuis c'est un des plus fameux chant de supporters.
Au Japon la chanson est rebaptisée « Coffee Rumba ».
La chanson fait également partie du répertoire des nombreuses bandas, tunas...
Elle a été adaptée dans une multitude de genres musicaux : musique andine, dance, disco, italo disco, salsa, son cubain, latin jazz, mambo, rock, rap, swing, reggae, …

## Paroles
Les paroles racontent ceci (c'est toujours le même couplet qui est répété) : "Lorsque l'après midi touche à sa fin et que les ombres renaissent, dans le silence les plantations de café se remettent à entendre la triste chanson d'amour du vieux moulin qui semble dire :
un chagrin d'amour, une tristesse amène Manuel le zambo à être amer, il passe ses nuits à moudre du café inlassablement."
On peut y voir une forme de mise en abyme puisque la chanson parle d'une chanson d'amour.

## Chant de stade
Moliendo Café est devenu un chant de stade populaire pour les fans de football du monde entier, et le chant est largement connu sous le nom de "Dale Cavese" en Europe. Le chant a été adopté pour la première fois par les fans de Boca Juniors quelques années après que Julio Iglesias ait enregistré la chanson in 1976, et il est devenu populaire dans La Bombonera pendant quelques décennies, où les fans connaissent le chanter comme " Dale Boca " ("Allez Boca"). Le chant a été repris par les fans de l'équipe italienne Cavese 1919 après être tombé sur un CD de chants de Boca Juniors. Les fans l'ont utilisé pour la première fois lors d'un match contre Ancona en septembre 2006, et un extrait de leur chant "Dale Cavese" a été téléchargé sur YouTube en 2007. La vidéo est devenue virale et sa popularité s'est ensuite propagée à d'autres clubs à travers le monde, avec de nombreux fans adaptant les chants pour leurs propres équipes.

## Quelques reprises
- Ismael Rivera con Rafael Cortijo y su Combo (1960) (Porto Rico)
- Pérez Prado (1961)	(Mexique)
- Lucho Gatica (1961)
- Xiomara Alfaro (1962) (Cuba). La chanson, bien qu'écrite et composée par un vénézuélien, fait depuis partie du répertoire de la musique cubaine
- Mina - Moliendo Café (Macinando cafè) (1961) (Italie, classée 11e du hit-parade italien[5]
- Gloria Lasso Moliendo Café (1962) (France/Espagne)	[6]
- Javier Solís (1962) (Mexique)
- Marino Marini (1962) (Italie)
- Edith Salcedo (1964) Venezuela
- Graciela & Machito (1965)
- Paco de Lucía (1965, album 12 éxitos para 2 guitarras flamencas, Espagne)
- José Feliciano (1967) (Porto Rico)
- Julio Iglesias (1976, album America) (Espagne), qui l'a aussi chantée en duo avec Jeane Manson
- Sergio & Estibaliz (ex membres de Mocedades)
- Roberto Blanco (1984) (Allemand d'origine cubaine)
- Azúcar Moreno (1992) (Espagne)
- Olivia Molina (1993) (Allemagne / Mexique)
- Africando, sous le titre Sama Thiel (1994)
- Carlos Baute (1994, album Origines, version rap)
- Plácido Domingo, dans le medley El Humahuaqueño / Caballo viejo / Moliendo café (1994)
- José Luis Rodríguez "El Puma" y Trío Los Panchos (1999) (Argentine/Mexique/Porto Rico)
- Luis Mejia (1999) (Panama)
- Luis Miguel
- Ricardo Montaner (2001) (Venezuela)
- Fanfare Ciocarlia (2001) (Roumanie)
- Vieja Trova Santiaguera (2002, album El Balcon Del Adios) (Cuba)
- Martín Zarzar (membre du groupe Pink Martini) (2012, album Two Dollars to Ride the Train) (Pérou / États-Unis)
- Gabry Ponte & Sophia Del Carmen feat. Pitbull : leur titre Beat On My Drum (2012) reprend la mélodie
- Jeane Manson (2014, album Vivire) (France)